# Rue Brûlée (Reims)
Pour les articles homonymes, voir Rue Brûlée.
La rue Brûlée est une voie de la commune française de Reims.

## Situation et accès
Elle débute rue Hincmar et se termine rue du Jard et rencontre la rue des Jacobins et la rue Boulard.

## Origine du nom
La rue brûlée doit son nom à un incendie en 1610, qui la détruisit en grande partie.

## Historique
C'est l'ancienne « rue du Bourg-Saint-Denis ».

## Bâtiments remarquables et lieux de mémoire
- Au 11 (en angle avec le 19 rue des Jacobins: l’hôtel particulier, des architectes Edmond Herbé (1864-1960) et Maurice Deffaux, a obtenu la 1ère prime de satisfaction au concours de façade de l’URAD de 1923. Cette architecture pittoresque possède des références médiévales (tourelle d’angle, lucarne, irrégularité contrôlée des baies). Il est repris comme élément de patrimoine d’intérêt local [2] et est classé Maison patrimoine du XXe maison[3] ;
- L'école primaire Notre-Dame ;
- Au 33-35 : Vestiges de l’ancien hôpital Saint-Marcoul dit “ hospice des scrofuleux, des incurables et des cancéreux ” fondé par Marguerite Rousselet. Les rois venaient par ailleurs y toucher les écrouelles après le sacre. Ils sont repris comme éléments de patrimoine d’intérêt local [4];
- Au 33 : avec la chapelle de l’ancien hôpital Saint-Marcoul ;
- Au 46 : maison avec fenêtre en trompe-l’œil ;
- Au 70 : immeuble remarquable avec composition symétrique à 5 travées avec un soubassement en pierre. Il est repris comme élément de patrimoine d’intérêt local [5]

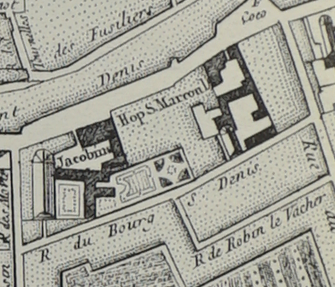
La rue du Bourg Saint-Denis en 1775, le couvent des Jacobins de Reims et l'hôpital Saint-Marcoul.
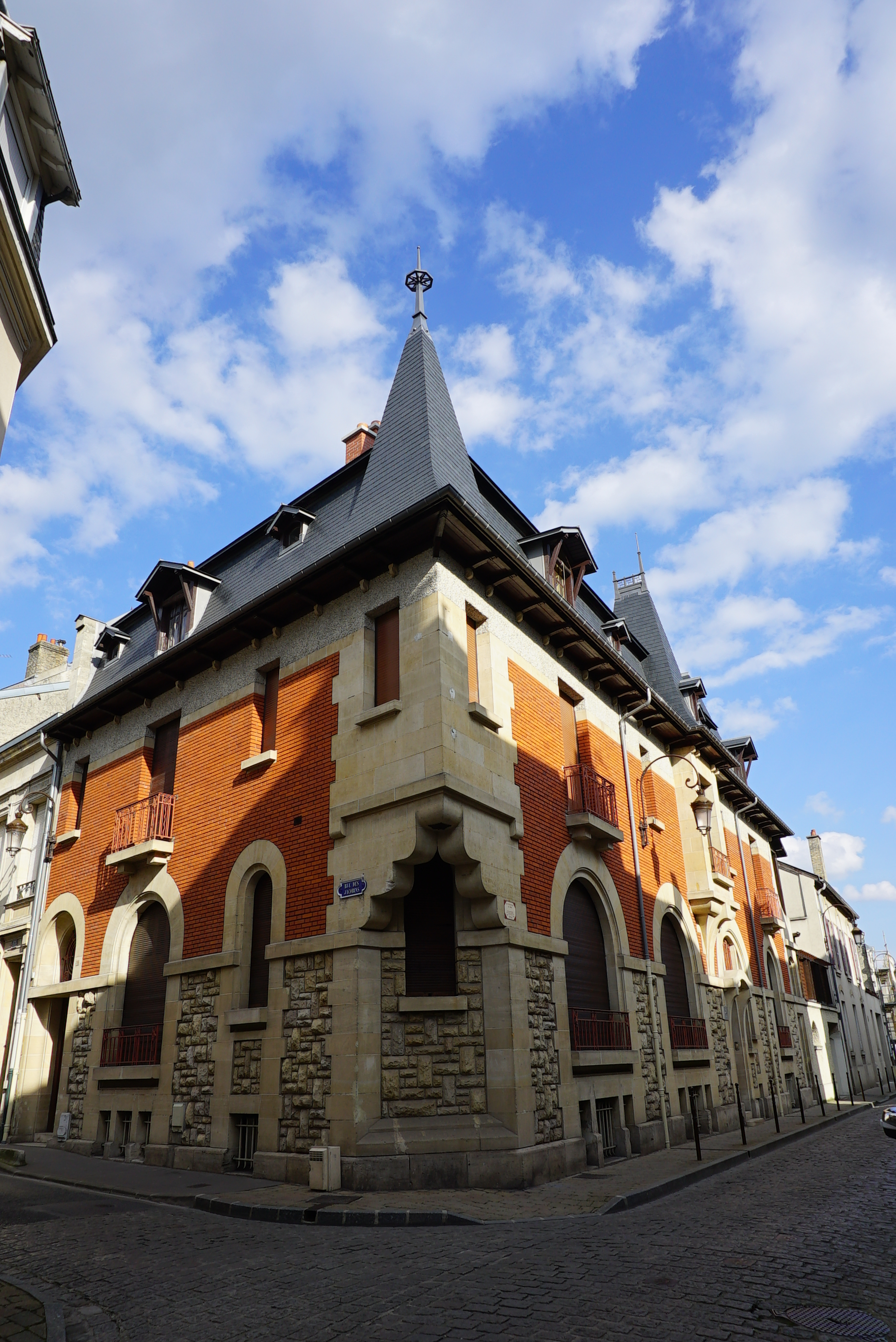
Au 11 maison patrimoine du XXe.
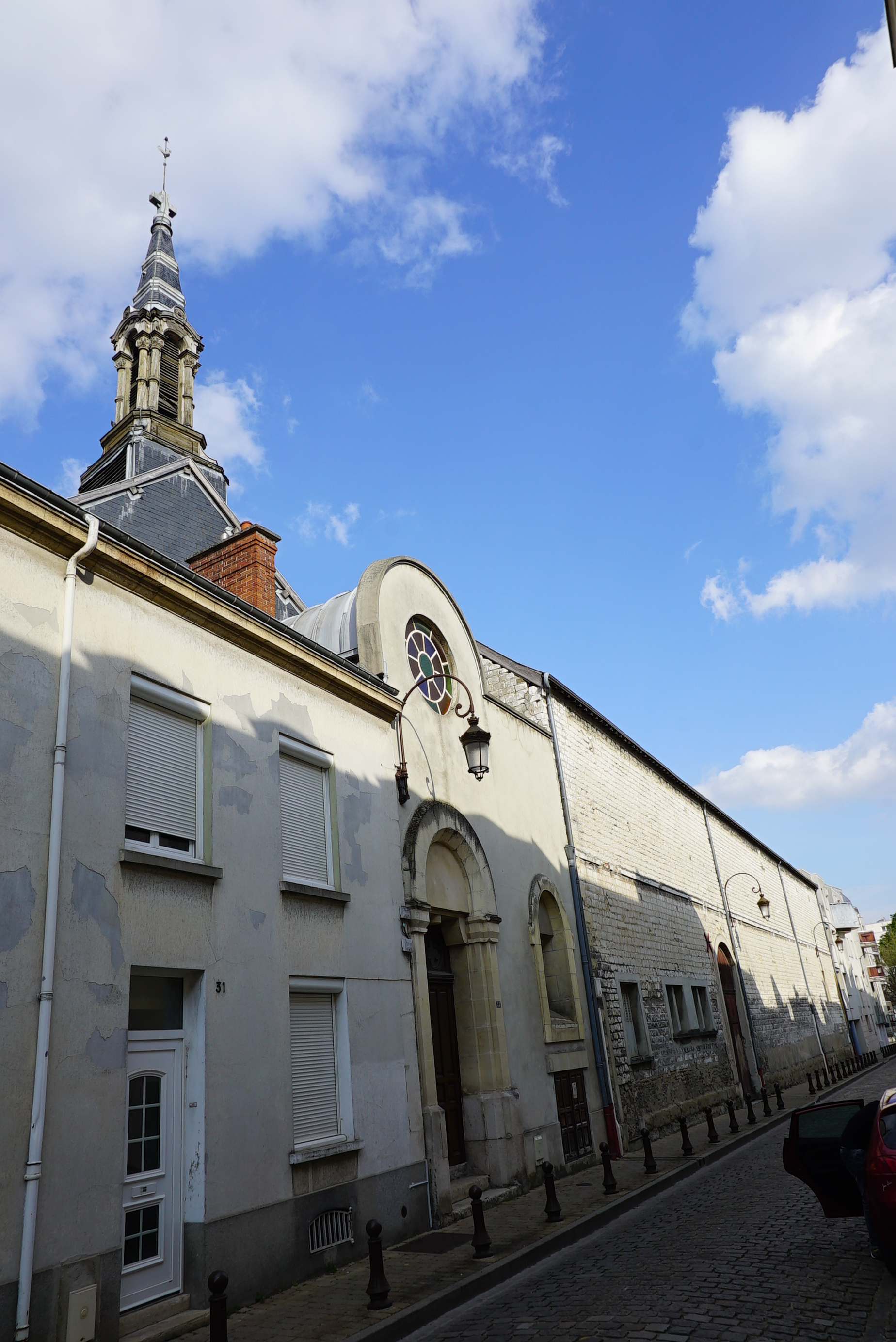
Au 33 chapelle Saint-Marcoul et ancien hôpital en prolongement.
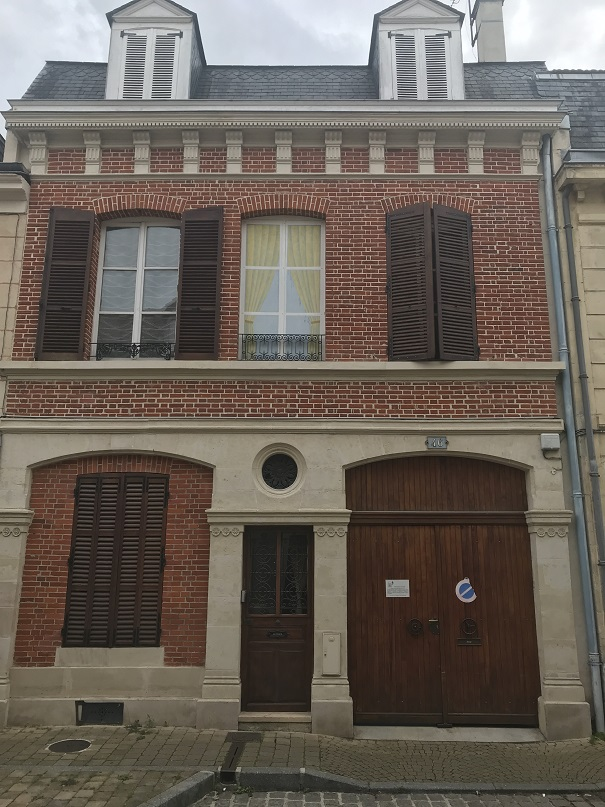
Au 46 maison avec fenêtre en trompe-l’œil.
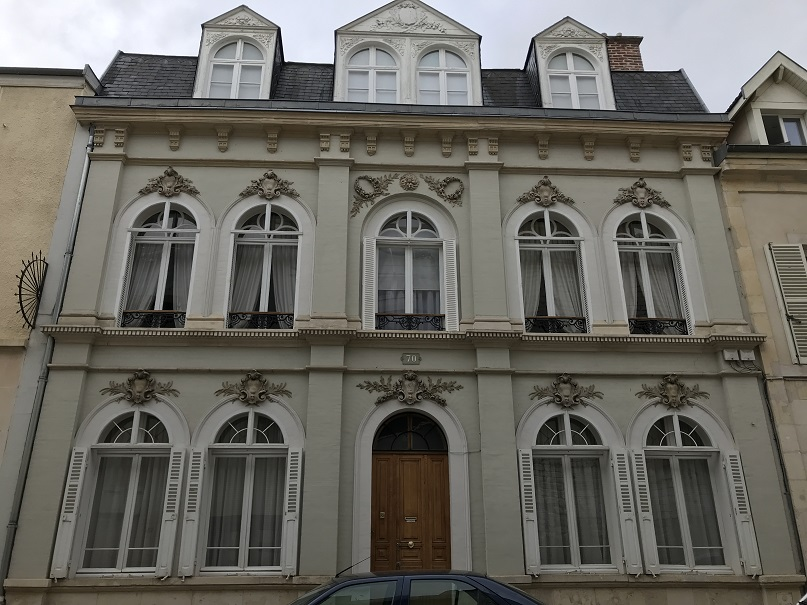
Au 70 immeuble remarquable.